# Équipe du Canada de hockey sur glace au Championnat du monde 2009
L'Équipe Canada est classée au premier rang au classement mondial de hockey sur glace de la Fédération internationale de hockey sur glace avant d'entreprendre la saison 2009 des tournois internationaux. Le Canada est dépassé par la Russie lors du classement final de 2009.

## Contexte
Le championnat du monde 2009 est disputé entre le 24 avril 2009 et le 10 mai 2009 dans les villes de Berne et de Kloten en Suisse. Il s'agit de la soixante-treizième édition du tournoi.

## Alignement

### Joueurs
| Numéro | Nom                  | Position  | Date de naissance | Équipe                 | PJ | B | A  | Pts | Pun | Participation |
| ------ | -------------------- | --------- | ----------------- | ---------------------- | -- | - | -- | --- | --- | ------------- |
| 2      | Hamhuis, Dan         | Défenseur | 13 décembre 1982  | Predators de Nashville | 9  | 2 | 2  | 4   | 16  | 4e            |
| 3      | Doughty, Drew        | Défenseur | 8 décembre 1989   | Kings de Los Angeles   | 9  | 1 | 6  | 7   | 4   | 1re           |
| 4      | Phillips, Chris      | Défenseur | 9 mars 1978       | Sénateurs d'Ottawa     | 9  | 0 | 3  | 3   | 12  | 3e            |
| 5      | Schenn, Luke         | Défenseur | 2 novembre 1989   | Maple Leafs de Toronto | 9  | 0 | 1  | 1   | 0   | 1re           |
| 6      | Weber, Shea          | Défenseur | 14 août 1985      | Predators de Nashville | 9  | 4 | 8  | 12  | 6   | 2e            |
| 7      | White, Ian           | Défenseur | 4 juin 1984       | Maple Leafs de Toronto | 5  | 1 | 2  | 3   | 0   | 1re           |
| 8      | Upshall, Scottie     | Attaquant | 7 octobre 1983    | Coyotes de Phoenix     | 8  | 0 | 1  | 1   | 27  | 1re           |
| 9      | Roy, Derek           | Attaquant | 4 mai 1983        | Sabres de Buffalo      | 9  | 4 | 4  | 8   | 4   | 2e            |
| 10     | Horcoff, Shawn       | Attaquant | 17 septembre 1978 | Oilers d'Edmonton      | 9  | 1 | 1  | 2   | 6   | 3e            |
| 12     | Fisher, Mike         | Attaquant | 5 juin 1980       | Sénateurs d'Ottawa     | 9  | 2 | 3  | 5   | 14  | 2e            |
| 15     | Heatley, Dany        | Attaquant | 21 janvier 1981   | Sénateurs d'Ottawa     | 9  | 6 | 4  | 10  | 8   | 6e            |
| 16     | Zajac, Travis        | Attaquant | 13 mai 1985       | Devils du New Jersey   | 5  | 0 | 0  | 0   | 2   | 1re           |
| 17     | Stamkos, Steven      | Attaquant | 7 février 1990    | Lightning de Tampa Bay | 9  | 7 | 4  | 11  | 6   | 1re           |
| 18     | Lombardi, Matthew    | Attaquant | 18 mars 1982      | Coyotes de Phoenix     | 9  | 2 | 2  | 4   | 6   | 2e            |
| 19     | Doan, Shane          | Attaquant | 10 octobre 1976   | Coyotes de Phoenix     | 9  | 1 | 6  | 7   | 14  | 6e            |
| 20     | Armstrong, Colby     | Attaquant | 23 novembre 1982  | Thrashers d'Atlanta    | 9  | 0 | 3  | 3   | 4   | 2e            |
| 26     | Saint-Louis, Martin  | Attaquant | 18 juin 1975      | Lightning de Tampa Bay | 9  | 4 | 11 | 15  | 2   | 2e            |
| 28     | Neal, James          | Attaquant | 3 septembre 1987  | Stars de Dallas        | 3  | 1 | 2  | 3   | 2   | 1re           |
| 29     | Kwiatkowski, Joel    | Défenseur | 22 mars 1977      | Severstal Tcherepovets | 5  | 0 | 0  | 0   | 2   | 1re           |
| 44     | Vlasic, Marc-Édouard | Défenseur | 30 mars 1987      | Sharks de San José     | 5  | 0 | 0  | 0   | 4   | 1re           |
| 55     | Coburn, Braydon      | Défenseur | 27 février 1985   | Flyers de Philadelphie | 5  | 0 | 1  | 1   | 4   | 1re           |
| 91     | Spezza, Jason        | Attaquant | 13 juin 1983      | Sénateurs d'Ottawa     | 9  | 7 | 4  | 11  | 2   | 2e            |

### Gardiens de but
| Numéro | Nom             | Date de naissance | Équipe               | PJ | V | D | Min | BC | Moy  | Bl | A | Pts | Pun | Participation |
| ------ | --------------- | ----------------- | -------------------- | -- | - | - | --- | -- | ---- | -- | - | --- | --- | ------------- |
| 30     | Roloson, Dwayne | 12 octobre 1969   | Oilers d'Edmonton    | 5  | 3 | 2 | 304 | 11 | 2,17 | 0  | 0 | 0   | 0   | 3e            |
| 37     | Harding, Josh   | 18 juin 1984      | Wild du Minnesota    | -  | - | - | -   | -  | -    | -  | - | -   | -   | 1re           |
| 50     | Mason, Chris    | 20 avril 1976     | Blues de Saint-Louis | 4  | 4 | 0 | 240 | 4  | 1,00 | 1  | 1 | 1   | 0   | 3e            |

### Entraîneurs
| Poste                | Nom           | Équipe                 |
| -------------------- | ------------- | ---------------------- |
| Entraîneur-chef      | Ruff, Lindy   | Sabres de Buffalo      |
| Assistant entraîneur | Tippett, Dave | Stars de Dallas        |
| Assistant entraîneur | Trotz, Barry  | Predators de Nashville |

## Résultat
- Classement final au terme du tournoi[3] :  Médaille d'argent
- Martin Saint-Louis, Steven Stamkos et Shea Weber sont nommés sur l'équipe d'étoiles du tournoi[4]
- Shea Weber est nommé meilleur défenseur du tournoi[5]